# Kielduizendknoop
Kielduizendknoop (Fallopia) is een geslacht van kruidachtige planten uit de duizendknoopfamilie (Polygonaceae). 
Het geslacht is vernoemd naar Gabriello Fallopio, oftewel Fallopius (1523–1563), die beheerder was van de Orto botanico di Padova. 
De soorten van dit geslacht werden voorheen geschaard onder Polygonum. Dat geslacht is gesplitst in duizendknoop (Persicaria), varkensgras (Polygonum) en kielduizendknoop (Fallopia).
In Nederland en België komen voor:
- Basterdduizendknoop (Fallopia × bohemica)[1]
- Heggenduizendknoop (Fallopia dumetorum)
- Japanse duizendknoop (Fallopia japonica)
- Sachalinse duizendknoop (Fallopia sachalinensis)
- Zwaluwtong (Fallopia convolvulus)

De Chinese bruidssluier (Fallopia baldschuanica) wordt veel aangeplant en kan verwilderd worden aangetroffen.
| Overzicht belangrijkste vegetatieve kenmerken van: | Overzicht belangrijkste vegetatieve kenmerken van: | Overzicht belangrijkste vegetatieve kenmerken van: | Overzicht belangrijkste vegetatieve kenmerken van: |
| Kenmerk                                            | Japanse duizendknoop                               | Basterdduizendknoop                                | Sachalinse duizendknoop                            |
| -------------------------------------------------- | -------------------------------------------------- | -------------------------------------------------- | -------------------------------------------------- |
| hoogte (m)                                         | 1,5-2,5                                            | 2-5                                                | 3-6                                                |
| stengel                                            | veelvuldig vertakt                                 | weinig tot veelvuldig vertakt                      | niet tot enkele vertakkingen                       |
| grootte blad (cm)                                  | 10-18                                              | 15-30                                              | 25-50                                              |
| bladvoet                                           | recht                                              | recht tot zwak hartvormig                          | duidelijk hartvormig                               |
| afbeelding bladvoet                                |                                                    |                                                    |                                                    |
| honinggroeven basis bladsteel                      | 1 langwerpige grote                                | geen of kleine aan weerszijden van grote           | kleine aan weerszijden van grote                   |
| afbeelding basis bladsteel                         |                                                    |                                                    |                                                    |
| beharing middennerf achterzijde blad               | schubvormig                                        | korte, stijve, driehoekige haren                   | lange buigzame haren                               |
| afbeelding middennerf achterzijde blad             |                                                    |                                                    |                                                    |